# Kaszabister rubellus
Kaszabister rubellus är en skalbaggsart som först beskrevs av Wilhelm Ferdinand Erichson 1834.  Kaszabister rubellus ingår i släktet Kaszabister och familjen stumpbaggar. Inga underarter finns listade i Catalogue of Life.